# 廷伯莱克 (南达科他州)
廷伯莱克（英語：Timber Lake），是美国南达科他州下属的一座城市。根据2010年美国人口普查，该市有人口453人。论人口在本州排行第130。